# Antonio Puga

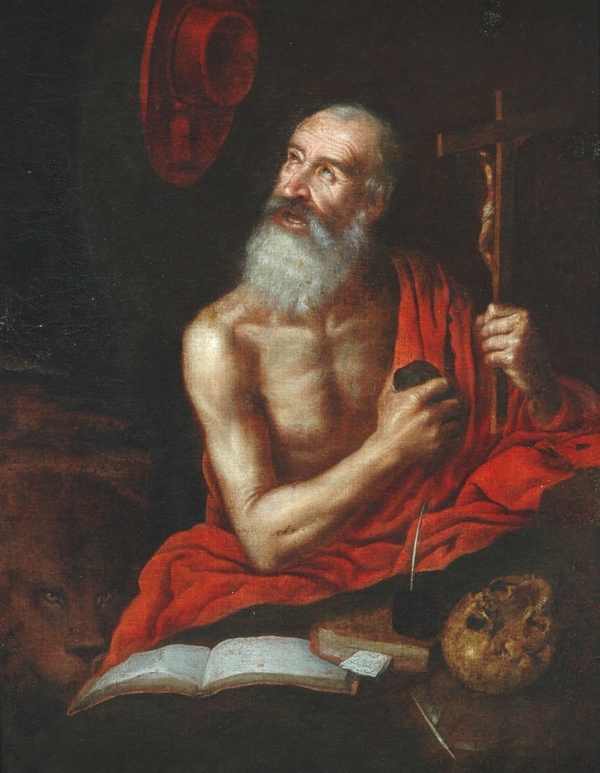
Antonio Puga: Heiliger Hieronymus

Antonio Puga, auch Antonio de Puga (getauft am 13. März 1602 in Ourense; gestorben am 10. März 1648 in Madrid), war ein spanischer Maler des Barock.

## Leben und Werk
Die Lebensstationen von Antonio Puga sind nur lückenhaft überliefert, obwohl es einige schriftliche Zeugnisse über ihn gibt. Er wurde am 13. März 1602 in der Kirche Santa Eufemia in Ourense getauft. Sein Vater, der ebenfalls Antonio Puga (Antonio de Puga) hieß, war von Beruf Schneider, seine Mutter war Inés Rodríguez. Es ist unklar, wann Puga nach Madrid kam. Möglicherweise war er seinem Bruder Gregorio gefolgt, der in den Diensten des Grafen de Humanes stand. Durch diese Verbindung könnte ein Kontakt zum königlichen Hof entstanden sein. In Pugas erstem Testament von 1635 ist vermerkt, dass er zwei Gemälde im königlichen Palacio del Buen Retiro in Madrid vollendet hat, die der 1634 verstorbene Maler Eugenio Cajés begonnen hatte. Hierzu gehörte das Schlachtenbild Recuperación de Puerto Rico por don Juan Haro, das sich heute im Museo del Prado befindet. Cajés gilt ebenso wie Diego Velázquez als möglicher Lehrer von Puga. Zu seinen frühen Arbeiten gehört ein heute nicht mehr erhaltenes Porträt des Duque de Medina de las Torres. Durch schriftliche Dokumente ist bekannt, dass Puga neben religiösen Szenen Porträts des Adels, Stillleben und Landschaften malte. Die Zuschreibung der bekannten Werke ist jedoch schwierig; als gesichert eigenständiges Werk gilt nur die Darstellung des Heiligen Hieronymus (Bowes Museum) nach einer Vorlage von Jusepe de Ribera. Andere Arbeiten wie die Sitzende alte Frau im Prado-Museum gelten als zweifelhafte Zuschreibung. Hinzu kommen Werke wie Der Messerschleifer (Eremitage, Sankt Petersburg), die nach neuerer Forschung einem Pseudo-Puga genannten Maler zugeschrieben werden. In Pugas Werkstatt arbeiteten drei Angestellte. Darüber hinaus arbeitete er mit anderen Malern zusammen. So schuf er teilweise die Landschaften in den Reiterbildnissen von Juan de la Corte. In Pugas Nachlass befand sich eine umfangreiche Bibliothek und eine Kunstsammlung, die neben eigenen Werken auch Arbeiten von Künstlern wie Alonso Sánchez Coello, Felipe de Liaño, José Leonardo und El Greco umfasste.

## Werke in öffentlichen Sammlungen
- Lachender Bursche mit Orangenblüte, Kunsthistorisches Museum, Wien[3]
- Mann in einer Rüstung, Art Institute of Chicago[4]
- Sitzende alte Frau (Zuschreibung umstritten), Museo del Prado, Madrid[5]
- Heiliger Hieronymus, Bowes Museum, Barnard Castle[6]
- Messerschleifer (Zuschreibung umstritten), Eremitage, Sankt Petersburg[7]